# Jennifer Jostyn
Jennifer Jostyn (Boston, 11 novembre 1968) è un'attrice statunitense.

## Biografia
Nata nello stato del Massachusetts, dopo aver studiato alla Walnut Hill School for the Performing Arts lavorò come attrice in molti film della fine del XX secolo, fra cui La casa dei 1000 corpi e Deep Impact. Ha lavorato anche per diversi serie televisive come E.R. - Medici in prima linea.

## Filmografia
- Omega Cop (1990)
- I fratelli McMullen (1995)
- Midnight Blue (1997)
- Adam si Sposa (1997)
- Cold Around the Heart (1997)
- Circles (1998)
- Milo (1998)
- Deep Impact (1998)
- Telling You (1998)
- Trovate mia figlia! (1999) film per la televisione
- A Perfect Little Man (1999)
- Written in Blood (2003)
- Maximum Velocity (2003)
- Dr. Benny  (2003)
- Rancid (2004)
- La casa dei 1000 corpi, regia di Rob Zombie (2004)
- The Life Coach (2005)
- American Horror Story - serie TV, 1 episodio (2011)
- Conception, regia di Josh Stolberg (2012)